# Chimonanthus praecox

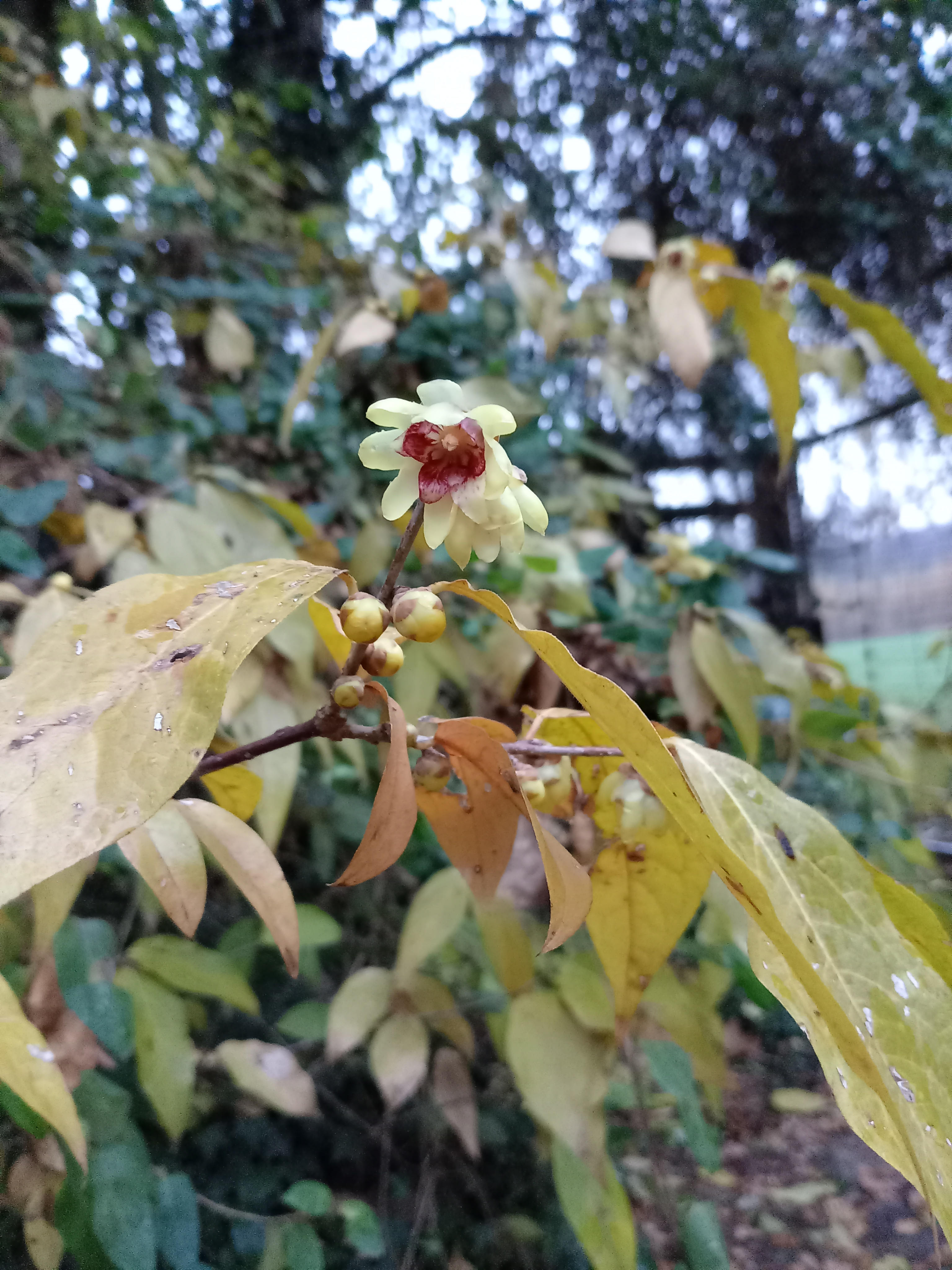

Chimonanthus praecox es una especie del género Chimonanthus perteneciente a la familia Calycanthaceae. 

## Descripción
Es un arbusto caducifolio de hasta 13 m de altura con un tronco erecto, con hojas de 5-29 cm de largo y 2-12 cm de ancho. Su fuerte aroma a flores se produce en invierno y son de color amarillo o amarillo con una mancha roja basal.[cita requerida]

## Distribución
Paleártico
China: Anhui, Fujian, Guangdong, Guangxi, Guizhou, Henan, Hubei, Hunan, Jiangsu, Jiangxi, Shaanxi, Sichuan, Yunnan, Zhejiang
Source: GRIN